# Seznam moštev Svetovnega prvenstva v nogometu 1970
Stran zajema nogometna moštva, ki so nastopila na Svetovnem prvenstvu v nogometu leta 1970.

## Skupina A

### Mehika
Selektor: Raul Cardenas
| Št. | Položaj | Igralec                | Datum rojstva (starost) | Nastopi | Klub        |
| --- | ------- | ---------------------- | ----------------------- | ------- | ----------- |
| 1   | GK      | Ignacio Calderon       |                         |         | Guadalajara |
| 2   | DF      | Juan Manuel Alejandrez |                         |         | Cruz Azul   |
| 3   | DF      | Gustavo Peña           |                         |         | Cruz Azul   |
| 4   | DF      | Francisco Montes       |                         |         | Veracruz    |
| 5   | DF      | Mario Perez            |                         |         | América     |
| 6   | DF      | Guillermo Hernandez    |                         |         | América     |
| 7   | MF      | Marcos Rivas*          |                         |         | Atlante     |
| 8   | MF      | Antonio Munguia        |                         |         | Cruz Azul   |
| 9   | MF      | Enrique Borja          |                         |         | América     |
| 10  | FW      | Horacio Lopez          |                         |         | América     |
| 11  | FW      | Aaron Padilla          |                         |         | UNAM        |
| 12  | GK      | Antonio Mota           |                         |         | Necaxa      |
| 13  | DF      | Jose Vantolra          |                         |         | Toluca      |
| 14  | DF      | Javier Guzman          |                         |         | Cruz Azul   |
| 15  | MF      | Hector Pulido          |                         |         | Cruz Azul   |
| 16  | FW      | Isidoro Diaz           |                         |         | León        |
| 17  | MF      | Jose Luis Gonzalez     |                         |         | UNAM        |
| 18  | MF      | Mario Velarde          |                         |         | UNAM        |
| 19  | FW      | Javier Valdivia        |                         |         | Guadalajara |
| 20  | MF      | Ignacio Basaguren      |                         |         | Atlante     |
| 21  | FW      | Javier Fragoso         |                         |         | América     |
| 22  | GK      | Francisco Castrejon    |                         |         | UNAM        |

- Rivas was replacement for Alberto Onofre, who broke his leg in training.

### ZSSR
Selektor: Gavriil Katchalin
| Št. | Položaj | Igralec              | Datum rojstva (starost) | Nastopi | Klub           |
| --- | ------- | -------------------- | ----------------------- | ------- | -------------- |
| 1   | GK      | Leonid Shmuts        |                         |         | CSKA Moscow    |
| 2   | GK      | Anzor Kavazachvili   |                         |         | Spartak Moscow |
| 3   | DF      | Valentin Afonin      |                         |         | SKA Rostov     |
| 4   | DF      | Revaz Dzodzuashvili  |                         |         | Dynamo Tblisi  |
| 5   | DF      | Vladimir Kaplichny   |                         |         | CSKA Moscow    |
| 6   | DF      | Evgeny Lovchev       |                         |         | Spartak Moscow |
| 7   | DF      | Gennady Logofet      |                         |         | Spartak Moscow |
| 8   | DF      | Murtaz Khurtsilava   |                         |         | Dynamo Tblisi  |
| 9   | DF      | Albert Chesterniev   |                         |         | CSKA Moscow    |
| 10  | MF      | Valery Zikov         |                         |         | Dynamo Moscow  |
| 11  | MF      | Kakhi Asatiani       |                         |         | CSKA Moscow    |
| 12  | MF      | Nikolai Kiselev      |                         |         | Spartak Moscow |
| 13  | GK      | Lev Yashin           |                         |         | Dynamo Moscow  |
| 14  | MF      | Vladimir Muntian     |                         |         | Dynamo Kiev    |
| 15  | MF      | Viktor Serebrianikov |                         |         | Dynamo Kiev    |
| 16  | FW      | Anatoly Byshovets    |                         |         | Dynamo Kiev    |
| 17  | FW      | Gennady Yevriuzhikin |                         |         | Dynamo Moscow  |
| 18  | FW      | Slava Metreveli      |                         |         | Dynamo Tblisi  |
| 19  | FW      | Givi Nodia           |                         |         | Dynamo Tblisi  |
| 20  | FW      | Anatoly Puzach       |                         |         | Dynamo Kiev    |
| 21  | FW      | Vitaly Kmelnitsky    |                         |         | Dynamo Kiev    |
| 22  | FW      | Valery Porkuyan      |                         |         | Dynamo Kiev    |

### Belgija
Selektor: Raymond Goethals
| Št. | Položaj | Igralec             | Datum rojstva (starost) | Nastopi | Klub           |
| --- | ------- | ------------------- | ----------------------- | ------- | -------------- |
| 1   | GK      | Christian Piot      |                         |         | Standard Liege |
| 2   | DF      | Georges Heylens     |                         |         | Anderlecht     |
| 3   | DF      | Jean Thissen        |                         |         | Standard Liege |
| 4   | DF      | Nico Dewalque       |                         |         | Standard Liege |
| 5   | DF      | Leon Jeck           |                         |         | Standard Liege |
| 6   | DF      | Jean Dockx          |                         |         | Anderlecht     |
| 7   | MF      | Leon Semmeling      |                         |         | Standard Liege |
| 8   | MF      | Wilfried Van Moer   |                         |         | Standard Liege |
| 9   | FW      | Johan Devrindt      |                         |         | Anderlecht     |
| 10  | FW      | Paul Van Himst      |                         |         | Anderlecht     |
| 11  | FW      | Wilfried Puis       |                         |         | Anderlecht     |
| 12  | GK      | Jean Trappeniers    |                         |         | Anderlecht     |
| 13  | DF      | Jacques Beurlet     |                         |         | Standard Liege |
| 14  | MF      | Maurice Martens     |                         |         | Anderlecht     |
| 15  | MF      | Erwin Van Den Daele |                         |         | Club Brugge    |
| 16  | MF      | Odilon Polleunis    |                         |         | St Truiden     |
| 17  | MF      | Jan Verheyen        |                         |         | Beerschot      |
| 18  | FW      | Raoul Lambert       |                         |         | Club Brugge    |
| 19  | FW      | Pierre Carteus      |                         |         | Club Brugge    |
| 20  | MF      | Alfons Peeters      |                         |         | Anderlecht     |
| 21  | FW      | Francois Janssens   |                         |         | Lierse         |
| 22  | GK      | Jacques Duquesne    |                         |         | Charleroi      |

### Salvador
Selektor: Hernan Carrasco
| Št. | Položaj | Igralec             | Datum rojstva (starost) | Nastopi | Klub           |
| --- | ------- | ------------------- | ----------------------- | ------- | -------------- |
| 1   | GK      | Raul Magana         |                         |         | FAS            |
| 2   | DF      | Roberto Rivas       |                         |         | Atlético Marte |
| 3   | DF      | Salvador Mariona    |                         |         | Universidad    |
| 4   | DF      | Santiago Cortes     |                         |         | Atlético Marte |
| 5   | DF      | Saturnino Osorio    |                         |         | Águila         |
| 6   | MF      | Jose Quintanilla    |                         |         | Alianza FC     |
| 7   | MF      | Mauricio Rodriguez  |                         |         | Universidad    |
| 8   | MF      | Jorge Vasquez       |                         |         | Atlante        |
| 9   | MF      | Juan Martinez       |                         |         | Águila         |
| 10  | FW      | Salvador Cabezas    |                         |         | Atlético Marte |
| 11  | FW      | Ernesto Aparicio    |                         |         | Atlético Marte |
| 12  | FW      | Mario Monge         |                         |         | FAS            |
| 13  | DF      | Tomas Pineda        |                         |         |                |
| 14  | DF      | Mauricio Manzano    |                         |         | Adler          |
| 15  | FW      | David Cabrera       |                         |         | FAS            |
| 16  | MF      | Genaro Sarmeno      |                         |         | FAS            |
| 17  | FW      | Jaime Portillo      |                         |         | Alianza FC     |
| 18  | DF      | Guillermo Castro    |                         |         | Atlético Marte |
| 19  | MF      | Sergio Méndez       |                         |         | Atlético Marte |
| 20  | GK      | Gualberto Fernandez |                         |         | Atlante        |
| 21  | FW      | Elmer Acevedo       |                         |         | FAS            |
| 22  | MF      | Alberto Villalta    |                         |         | Atlético Marte |

## Skupina B

### Italija
Selektor: Ferruccio Valcareggi
| Št. | Položaj | Igralec            | Datum rojstva (starost) | Nastopi | Klub           |
| --- | ------- | ------------------ | ----------------------- | ------- | -------------- |
| 1   | GK      | Enrico Albertosi   |                         | 21      | Cagliari       |
| 2   | DF      | Tarcisio Burgnich  |                         | 33      | Internazionale |
| 3   | DF      | Giacinto Facchetti |                         | 46      | Internazionale |
| 4   | DF      | Fabrizio Poletti   |                         | 4       | Torino         |
| 5   | DF      | Pierluigi Cera     |                         | 2       | Cagliari       |
| 6   | MF      | Ugo Ferrante       |                         | 1       | Fiorentina     |
| 7   | MF      | Comunardo Niccolai |                         | 1       | Cagliari       |
| 8   | MF      | Roberto Rosato     |                         | 18      | AC Milan       |
| 9   | MF      | Giorgio Puia       |                         | 7       | Torino         |
| 10  | DF      | Mario Bertini      |                         | 9       | Internazionale |
| 11  | FW      | Luigi Riva         |                         | 16      | Cagliari       |
| 12  | GK      | Dino Zoff          |                         | 10      | Napoli         |
| 13  | FW      | Angelo Domenghini  |                         | 22      | Cagliari       |
| 14  | MF      | Gianni Rivera      |                         | 38      | AC Milan       |
| 15  | MF      | Alessandro Mazzola |                         | 37      | Internazionale |
| 16  | MF      | Giancarlo Di Sisti |                         | 12      | Fiorentina     |
| 17  | GK      | Lido Vieri         |                         | 0       | Internazionale |
| 18  | DF      | Antonio Juliano    |                         | 14      | Napoli         |
| 19  | FW      | Sergio Gori        |                         | 0       | Cagliari       |
| 20  | FW      | Roberto Boninsegna |                         | 1       | Internazionale |
| 21  | DF      | Giuseppe Furino    |                         | 0       | Juventus       |
| 22  | FW      | Pierino Prati      |                         | 6       | AC Milan       |

### Švedska
Selektor: Orvar Bergmark
| Št. | Položaj | Igralec             | Datum rojstva (starost) | Nastopi | Klub              |
| --- | ------- | ------------------- | ----------------------- | ------- | ----------------- |
| 1   | GK      | Ronnie Hellström    |                         |         | Hammarby IF       |
| 2   | DF      | Hans Selander       |                         |         | Helsingborgs IF   |
| 3   | DF      | Kurt Axelsson       |                         |         | Club Brugge       |
| 4   | DF      | Björn Nordqvist     |                         |         | IFK Norrköping    |
| 5   | DF      | Roland Grip         |                         |         | AIK Solna         |
| 6   | MF      | Tommy Svensson      |                         |         | Östers IF         |
| 7   | MF      | Bo Larsson          |                         |         | Malmö FF          |
| 8   | MF      | Leif Eriksson       |                         |         | Örebro SK         |
| 9   | FW      | Ove Kindvall        |                         |         | Feyenoord SC      |
| 10  | FW      | Ove Grahn           |                         |         | Grasshoppers-Club |
| 11  | FW      | Örjan Persson       |                         |         | Örgryte IS        |
| 12  | GK      | Sven-Gunnar Larsson |                         |         | Örebro SK         |
| 13  | DF      | Claes Cronqvist     |                         |         | Djurgårdens IF    |
| 14  | DF      | Krister Kristensson |                         |         | Malmö FF          |
| 15  | DF      | Leif Målberg        |                         |         | IF Elfsborg       |
| 16  | MF      | Thomas Nordahl      |                         |         | Örebro SK         |
| 17  | GK      | Ronney Pettersson   |                         |         | Djurgårdens IF    |
| 18  | FW      | Tom Turesson        |                         |         | Hammarby IF       |
| 19  | MF      | Göran Nicklasson    |                         |         | IFK Göteborg      |
| 20  | DF      | Jan Olsson          |                         |         | GAIS              |
| 21  | FW      | Inge Ejderstedt     |                         |         | Östers IF         |
| 22  | MF      | Sten Pålsson        |                         |         | GAIS              |

### Urugvaj
Selektor: Juan Eduardo Hohberg
| Št. | Položaj | Igralec                | Datum rojstva (starost) | Nastopi | Klub           |
| --- | ------- | ---------------------- | ----------------------- | ------- | -------------- |
| 1   | GK      | Ladislao Mazurkiewicz  |                         |         | CA Peñarol     |
| 2   | DF      | Atilio Ancheta         |                         |         | Club Nacional  |
| 3   | DF      | Roberto Matosas        |                         |         | CA Peñarol     |
| 4   | DF      | Luis Ubiñas            |                         |         | Club Nacional  |
| 5   | MF      | Julio Montero Castillo |                         |         | Club Nacional  |
| 6   | DF      | Juan Mujica            |                         |         | Club Nacional  |
| 7   | MF      | Luís Alberto Cubilla   |                         |         | Club Nacional  |
| 8   | MF      | Pedro Rocha            |                         |         | CA Peñarol     |
| 9   | MF      | Víctor Espárrago       |                         |         | Club Nacional  |
| 10  | MF      | Ildo Maneiro           |                         |         | Club Nacional  |
| 11  | FW      | Julio Morales          |                         |         | Club Nacional  |
| 12  | GK      | Hector Santos          |                         |         | CA Bella Vista |
| 13  | MF      | Rodolfo Sandoval       |                         |         | CA Peñarol     |
| 14  | DF      | Francisco Camera       |                         |         | CA Bella Vista |
| 15  | FW      | Dagoberto Fontes       |                         |         | Defensor SC    |
| 16  | DF      | Omar Caetano           |                         |         | CA Peñarol     |
| 17  | FW      | Ruben Bareno           |                         |         | Ca Cerro       |
| 18  | DF      | Alberto Gomez          |                         |         | Liverpool FC   |
| 19  | DF      | Oscar Zubia            |                         |         | CA River Plate |
| 20  | FW      | Julio Cortes           |                         |         | CA Peñarol     |
| 21  | FW      | Julio Losada           |                         |         | CA Peñarol     |
| 22  | GK      | Walter Corbo           |                         |         | Club Nacional  |

### Israel
Selektor: Emanuel Schaffer
| Št. | Položaj | Igralec                | Datum rojstva (starost) | Nastopi | Klub               |
| --- | ------- | ---------------------- | ----------------------- | ------- | ------------------ |
| 1   | GK      | Yitzchak Vissoker      |                         | 17      | Hapoel Petah Tikva |
| 2   | DF      | Shraga Bar             |                         | 13      | Maccabi Netanya    |
| 3   | DF      | Menachem Bello         |                         | 25      | Maccabi Tel Aviv   |
| 4   | DF      | David Primo            |                         | 18      | Hapoel Tel Aviv    |
| 5   | DF      | Zvi Rosen              |                         | 16      | Maccabi Tel Aviv   |
| 6   | DF      | Shmuel Rosenthal       |                         | 23      | Hapoel Petah Tikva |
| 7   | MF      | Itzhak Shum            |                         | 8       | Hapoel Kfar Saba   |
| 8   | FW      | Giora Spiegel          |                         | 19      | Maccabi Tel Aviv   |
| 9   | FW      | Yehoshua Faygenbaum    |                         | 15      | Hapoel Tel Aviv    |
| 10  | FW      | Mordechai Spiegler     |                         | 36      | Maccabi Netanya    |
| 11  | MF      | George Borba           |                         | 10      | Hapoel Tel Aviv    |
| 12  | MF      | Yisha'ayahu Schvager   |                         | 6       | Maccabi Haifa      |
| 13  | FW      | Yechezekel Chazom      |                         | 4       | Hapoel Tel Aviv    |
| 14  | MF      | Dani Rom(Schmilovitch) |                         | 24      | Maccabi Haifa      |
| 15  | FW      | Rachamim Talbi         |                         | 25      | Maccabi Tel Aviv   |
| 16  | DF      | Yochnan Vollach        | 14. maj 1945            | 4       | Hapoel Haifa       |
| 17  | FW      | Eli Ben Rimoz'         |                         | 2       | Hapoel Jerusalem   |
| 18  | MF      | Moshe Romano           |                         | 6       | Shimshon Tel Aviv  |
| 19  | MF      | Roni Shuruk            |                         | 8       | Hakoah Ramat Gan   |
| 20  | DF      | David Karako           |                         | 6       | Maccabi Tel Aviv   |
| 21  | GK      | Yechiel Hameiri        |                         | 1       | Hapoel Haifa       |
| 22  | GK      | Yair Nossovsky         |                         | 3       | Hapoel Kfar Saba   |

## Skupina C

### Brazilija
Selektor: Mario Zagallo
| Št. | Položaj | Igralec        | Datum rojstva (starost) | Nastopi | Klub             |
| --- | ------- | -------------- | ----------------------- | ------- | ---------------- |
| 1   | GK      | Félix          | December 24 1937        |         | Fluminense       |
| 2   | DF      | Brito          | August 9 1939           |         | Flamengo         |
| 3   | DF      | Piazza         | February 25 1943        |         | Cruzeiro         |
| 4   | DF      | Carlos Alberto | June 17 1945            |         | Santos FC        |
| 5   | MF      | Clodoaldo      | September 26 1949       |         | Santos FC        |
| 6   | DF      | Marco Antônio  |                         |         | Fluminense       |
| 7   | FW      | Jairzinho      | December 25 1944        |         | Botafogo         |
| 8   | MF      | Gérson         | January 11 1941         |         | São Paulo FC     |
| 9   | FW      | Tostão         | January 25 1947         |         | Cruzeiro         |
| 10  | FW      | Pelé           | October 23 1940         |         | Santos FC        |
| 11  | MF      | Rivelino       | January 1 1946          |         | Corinthians      |
| 12  | GK      | Ado            |                         |         | Corinthians      |
| 13  | FW      | Roberto        |                         |         | Botafogo         |
| 14  | DF      | Baldocchi      |                         |         | Palmeiras        |
| 15  | DF      | Fontana        |                         |         | Cruzeiro         |
| 16  | DF      | Everaldo       | September 11 1944       |         | Grêmio           |
| 17  | DF      | Joel           |                         |         | Santos FC        |
| 18  | MF      | Paulo César    | June 16 1949            |         | Botafogo         |
| 19  | FW      | Edu            | August 6 1949           |         | Santos FC        |
| 20  | FW      | Dario          | March 4 1946            |         | Atlético Mineiro |
| 21  | DF      | Zé Maria       |                         |         | Portuguesa       |
| 22  | GK      | Leão           | September 11 1949       |         | Palmeiras        |

### Angleška
Selektor: Alf Ramsey
| Št. | Položaj | Igralec        | Datum rojstva (starost) | Nastopi | Klub                 |
| --- | ------- | -------------- | ----------------------- | ------- | -------------------- |
| 1   | GK      | Gordon Banks   | December 30 1937        | 59      | Stoke City           |
| 2   | DF      | Keith Newton   | June 23 1941            | 24      | Everton              |
| 3   | DF      | Terry Cooper   | July 12 1945            | 8       | Leeds United         |
| 4   | MF      | Alan Mullery   | November 23 1941        | 27      | Tottenham Hotspur    |
| 5   | DF      | Brian Labone   | January 23 1943         | 23      | Everton              |
| 6   | DF      | Bobby Moore    | April 12 1941           | 80      | West Ham United      |
| 7   | FW      | Francis Lee    | April 29 1944           | 14      | Manchester City      |
| 8   | MF      | Alan Ball      | May 12 1945             | 41      | Everton              |
| 9   | MF      | Bobby Charlton | October 11 1937         | 102     | Manchester United    |
| 10  | FW      | Geoff Hurst    | December 8 1941         | 38      | West Ham United      |
| 11  | FW      | Martin Peters  | November 8 1943         | 38      | Tottenham Hotspur    |
| 12  | GK      | Peter Bonetti  | September 27 1941       | 6       | Chelsea              |
| 13  | GK      | Alex Stepney   | September 18 1942       | 1       | Manchester United    |
| 14  | DF      | Tommy Wright   | October 21 1944         | 9       | Everton              |
| 15  | DF      | Nobby Stiles   | May 18 1942             | 28      | Manchester United    |
| 16  | MF      | Emlyn Hughes   | August 28 1947          | 6       | Liverpool            |
| 17  | DF      | Jack Charlton  | May 8 1935              | 34      | Leeds United         |
| 18  | MF      | Norman Hunter  | October 29 1943         | 13      | Leeds United         |
| 19  | MF      | Colin Bell     | February 26 1946        | 11      | Manchester City      |
| 20  | FW      | Peter Osgood   | February 23 1947        | 1       | Chelsea              |
| 21  | FW      | Allan Clarke   | July 31 1946            | 0       | Leeds United         |
| 22  | FW      | Jeff Astle     | May 13 1942             | 3       | West Bromwich Albion |

### Češkoslovaška
Selektor: Josef Marko
| Št. | Položaj | Igralec           | Datum rojstva (starost) | Nastopi | Klub              |
| --- | ------- | ----------------- | ----------------------- | ------- | ----------------- |
| 1   | GK      | Ivo Viktor        | May 21 1942             | 19      | Dukla Praha       |
| 2   | DF      | Karol Dobiáš      | December 18 1947        | 9       | Spartak Trnava    |
| 3   | DF      | Václav Migas      | September 16 1944       | 4       | AC Sparta Praha   |
| 4   | DF      | Vladimír Hagara   | November 7 1943         | 10      | Spartak Trnava    |
| 5   | DF      | Alexander Horváth | December 28 1938        | 24      | Slovan Bratislava |
| 6   | MF      | Andrej Kvašňák    | May 19 1935             | 49      | KV Mechelen       |
| 7   | MF      | Bohumil Veselý    | June 18 1945            | 13      | AC Sparta Praha   |
| 8   | MF      | Ladislav Petráš   | December 1 1946         | 1       | Inter Bratislava  |
| 9   | MF      | Ladislav Kuna     | April 3 1947            | 22      | Spartak Trnava    |
| 10  | FW      | Jozef Adamec      | February 26 1942        | 30      | Spartak Trnava    |
| 11  | FW      | Karol Jokl        | August 29 1945          | 18      | Slovan Bratislava |
| 12  | DF      | Ján Pivarník      | November 13 1947        | 6       | VSŽ Kosice        |
| 13  | GK      | Anton Flešár      | May 8 1944              | 1       | Lokomotiva Košice |
| 14  | DF      | Vladimír Hrivnák  | April 23 1945           | 4       | Slovan Bratislava |
| 15  | DF      | Ján Zlocha        | March 24 1942           | 3       | Slovan Bratislava |
| 16  | MF      | Ivan Hrdlička     | November 20 1943        | 13      | Slovan Bratislava |
| 17  | MF      | Jaroslav Pollák   | July 11 1947            | 5       | VSŽ Kosice        |
| 18  | MF      | František Veselý  | December 7 1943         | 16      | Slavia Prague     |
| 19  | MF      | Josef Jurkanin    | March 5 1949            | 8       | AC Sparta Praha   |
| 20  | FW      | Milan Albrecht    | July 16 1950            | 2       | Jednota Trenčín   |
| 21  | FW      | Ján Čapkovič      | January 11 1948         | 4       | Slovan Bratislava |
| 22  | GK      | Alexander Vencel  | February 8 1944         | 12      | Slovan Bratislava |

### Romunija
Selektor: Angelo Niculescu
| Št. | Položaj | Igralec            | Datum rojstva (starost) | Nastopi | Klub                |
| --- | ------- | ------------------ | ----------------------- | ------- | ------------------- |
| 1   | GK      | Necula Răducanu    |                         | 9       | Rapid Bucureşti     |
| 2   | DF      | Lajos Satmareanu   |                         | 20      | Steaua Bucureşti    |
| 3   | DF      | Nicolae Lupescu    |                         | 7       | Rapid Bucureşti     |
| 4   | DF      | Mihai Mocanu       |                         | 25      | Petrolul Ploieşti   |
| 5   | MF      | Cornel Dinu        |                         | 16      | Dinamo Bucureşti    |
| 6   | MF      | Dan Coe            |                         | 39      | Rapid Bucureşti     |
| 7   | MF      | Emeric Dembrovschi |                         | 11      | Dinamo Bacău        |
| 8   | FW      | Nicolae Dobrin     |                         | 24      | FC Argeş Piteşti    |
| 9   | FW      | Florea Dumitrache  |                         | 13      | Dinamo Bucureşti    |
| 10  | MF      | Radu Nunweiller    |                         | 14      | Dinamo Bucureşti    |
| 11  | FW      | Mircea Lucescu     |                         | 25      | Dinamo Bucureşti    |
| 12  | DF      | Mihai Ivănescu     |                         | 0       | Steagul Braşov      |
| 13  | DF      | Augustin Deleanu   |                         | 11      | Dinamo Bucureşti    |
| 14  | DF      | Vasile Gergely     |                         | 35      | Dinamo Bucureşti    |
| 15  | DF      | Ion Dumitru        |                         | 3       | Rapid Bucureşti     |
| 16  | MF      | Alexandru Neagu    |                         | 4       | Rapid Bucureşti     |
| 17  | MF      | Gheorghe Tătaru    |                         | 0       | Steaua Bucureşti    |
| 18  | FW      | Marin Tufan        |                         | 2       | Farul Constanţa     |
| 19  | FW      | Flavius Domide     |                         | 6       | UTA Arad            |
| 20  | DF      | Nicolae Pescaru    |                         | 1       | Steagul roşu Braşov |
| 21  | GK      | Stere Adamache     |                         | 2       | Steagul roşu Braşov |
| 22  | GK      | Gheorghe Cornea    |                         | 4       | UTA Arad            |

## Skupina D

### Zahodna Nemčija
Selektor: Helmut Schön
| Št. | Položaj | Igralec                 | Datum rojstva (starost) | Nastopi | Klub                   |
| --- | ------- | ----------------------- | ----------------------- | ------- | ---------------------- |
| 1   | GK      | Sepp Maier              | February 28 1944        | 19      | Bayern München         |
| 2   | DF      | Horst-Dieter Höttges    | September 10 1943       | 49      | Werder Bremen          |
| 3   | DF      | Karl-Heinz Schnellinger | March 31 1939           | 41      | AC Milan               |
| 4   | MF      | Franz Beckenbauer       | September 11 1945       | 38      | Bayern München         |
| 5   | DF      | Willi Schulz            | October 4 1938          | 61      | FC Köln                |
| 6   | MF      | Wolfgang Weber          | June 26 1944            | 37      | FC Köln                |
| 7   | DF      | Berti Vogts             | December 30 1946        | 24      | Borussia M'gladbach    |
| 8   | MF      | Helmut Haller           | July 21 1939            | 32      | Juventus               |
| 9   | FW      | Uwe Seeler              | November 5 1936         | 65      | Hamburg                |
| 10  | FW      | Siegfried Held          | August 7 1942           | 27      | Borussia Dortmund      |
| 11  | DF      | Klaus Fichtel           | November 19 1944        | 13      | Schalke 04             |
| 12  | MF      | Wolfgang Overath        | September 29 1943       | 49      | FC Köln                |
| 13  | FW      | Gerd Müller             | November 3 1945         | 19      | Bayern München         |
| 14  | FW      | Reinhard Libuda         | October 10 1943         | 15      | Schalke 04             |
| 15  | DF      | Bernd Patzke            | March 14 1943           | 19      | Hertha Berlin          |
| 16  | MF      | Max Lorenz              | August 19 1939          | 19      | Werder Bremen          |
| 17  | FW      | Johannes Löhr           | July 5 1942             | 13      | FC Köln                |
| 18  | DF      | Klaus-Dieter Sieloff    | February 27 1942        | 9       | Borussia M'gladbach    |
| 19  | MF      | Peter Dietrich          | March 6 1944            | 1       | Borussia M'gladbach    |
| 20  | FW      | Jürgen Grabowski        | July 7 1944             | 7       | Eintracht Frankfurt    |
| 21  | GK      | Manfred Manglitz        | March 8 1940            | 4       | FC Köln                |
| 22  | GK      | Horst Wolter            | June 8 1942             | 12      | Eintracht Braunschweig |

### Peru
Selektor: Didi
| Št. | Položaj | Igralec             | Datum rojstva (starost) | Nastopi | Klub                |
| --- | ------- | ------------------- | ----------------------- | ------- | ------------------- |
| 1   | GK      | Luis Rubinos        |                         |         | Sporting Cristal    |
| 2   | DF      | Angel Eloy Campos   |                         |         | Sporting Cristal    |
| 3   | DF      | Orlando de la Torre |                         |         | Sporting Cristal    |
| 4   | DF      | Hector Chumpitaz    |                         |         | Universitario       |
| 5   | DF      | Nicolas Fuentes     |                         |         | Universitario       |
| 6   | MF      | Ramon Mifflin       |                         |         | Sporting Cristal    |
| 7   | MF      | Roberto Challe      |                         |         | Universitario       |
| 8   | MF      | Julio Baylon        |                         |         | Alianza Lima        |
| 9   | FW      | Pedro Leon          |                         |         | Alianza Lima        |
| 10  | FW      | Teofilo Cubillas    |                         |         | Alianza Lima        |
| 11  | MF      | Alberto Gallardo    |                         |         | Sporting Cristal    |
| 12  | GK      | Ruben Correa        |                         |         | Universitario       |
| 13  | MF      | Pedro Gonzalez      |                         |         | Universitario       |
| 14  | DF      | Jose Fernandez      |                         |         | Sporting Cristal    |
| 15  | MF      | Javier Gonzalez     |                         |         | Alianza Lima        |
| 16  | DF      | Felix Salinas       |                         |         | Universitario       |
| 17  | MF      | Luis Cruzado        |                         |         | Universitario       |
| 18  | FW      | Jose del Castillo   |                         |         | Sporting Cristal    |
| 19  | DF      | Eladio Reyes        |                         |         | Alianza Lima        |
| 20  | FW      | Hugo Sotil          |                         |         | Deportivo Municipal |
| 21  | GK      | Jesus Goyzueta      |                         |         | Universitario       |
| 22  | FW      | Oswaldo Ramirez     |                         |         | Sport Boys          |

### Bolgarija
Selektor: Stefan Bozhkov
| Št. | Položaj | Igralec               | Datum rojstva (starost) | Nastopi | Klub              |
| --- | ------- | --------------------- | ----------------------- | ------- | ----------------- |
| 1   | GK      | Simeon Simeonov       |                         |         | Slavia Sofia      |
| 2   | DF      | Aleksandar Shalamanov |                         |         | Slavia Sofia      |
| 3   | DF      | Ivan Dimitrov         |                         |         | Akademik Sofia    |
| 4   | DF      | Stefan Aladzhov       |                         |         | Levski Sofia      |
| 5   | MF      | Ivan Davidov          |                         |         | Slavia Sofia      |
| 6   | DF      | Dimitar Penev         |                         |         | CSKA Sofia        |
| 7   | FW      | Georgi Popov          |                         |         | Trakia Plovdiv    |
| 8   | MF      | Hristo Bonev          |                         |         | Lokomotiv Plovdiv |
| 9   | FW      | Petar Zhekov          |                         |         | CSKA Sofia        |
| 10  | FW      | Dimitar Yakimov       |                         |         | CSKA Sofia        |
| 11  | MF      | Dinko Dermendzhiev    |                         |         | Trakia Plovdiv    |
| 12  | DF      | Milko Gaydarski       |                         |         | Levski Sofia      |
| 13  | GK      | Stoyan Yordanov       |                         |         | CSKA Sofia        |
| 14  | DF      | Dobromir Zhechev      |                         |         | Levski Sofia      |
| 15  | DF      | Boris Gaganelov       |                         |         | CSKA Sofia        |
| 16  | MF      | Asparuh Nikodimov     |                         |         | CSKA Sofia        |
| 17  | DF      | Bozhil Kolev          |                         |         | CSKA Sofia        |
| 18  | FW      | Dimitar Marashliev    |                         |         | CSKA Sofia        |
| 19  | MF      | Georgi Asparuhov      |                         |         | Levski Sofia      |
| 20  | MF      | Vassil Mitkov         |                         |         | Levski Sofia      |
| 21  | FW      | Bozhidar Grigorov     |                         |         | Slavia Sofia      |
| 22  | GK      | Georgi Kamenski       |                         |         | Levski Sofia      |

### Maroko
Selektor: Blagoje Vidinic
| Št. | Položaj | Igralec              | Datum rojstva (starost) | Nastopi | Klub           |
| --- | ------- | -------------------- | ----------------------- | ------- | -------------- |
| 1   | GK      | Allal Ben Kassou     |                         |         | FAR Rabat      |
| 2   | DF      | Abdallah Lamrani     |                         |         | FAR Rabat      |
| 3   | DF      | Boujemaa Benkhrif    |                         |         | KAC Kenitra    |
| 4   | DF      | Moulay Khassouni     |                         |         | MAS Fes        |
| 5   | DF      | Kacem Slimani        |                         |         | RS Settat      |
| 6   | MF      | Mohammed Mahroufi    |                         |         | DH Jadida      |
| 7   | MF      | Said Ghandi          |                         |         | RCA Casablanca |
| 8   | MF      | Driss Bamous         |                         |         | FAR Rabat      |
| 9   | FW      | Ahmed Faras          |                         |         | Mohammedia     |
| 10  | FW      | Mohammed El Filali   |                         |         | MC Oudja       |
| 11  | MF      | Maouhoub Ghazouani   |                         |         | FAR Rabat      |
| 12  | GK      | Mohammed Hazzaz      |                         |         | MAS Fes        |
| 13  | DF      | Jalili Fadili        |                         |         | FAR Rabat      |
| 14  | FW      | Mohammed Houmane     |                         |         | RCA Casablanca |
| 15  | MF      | Hamed Dahane         |                         |         | Sidi Kacem     |
| 16  | MF      | Moustapha Choukri    |                         |         | RCA Casablanca |
| 17  | FW      | Ahmed Alaoui         |                         |         | RS Settat      |
| 18  | DF      | Abdelkader El Khiati |                         |         | FAR Rabat      |
| 19  | GK      | Abdelkader Ouaraghli |                         |         | WAC Casablanca |

- Maroko je nastopil le s 19 igralci.